# Габеда Марина Олександрівна
Марина Олександрівна Габеда (3 вересня 1992) — українська голболістка, учасниця Літніх Паралімпійських ігор 2016 року. Кандидат у майстри спорту України.
Представляє Полтавський регіональний центр з фізичної культури і спорту інвалідів «Інваспорт». Займається голболом з одинадцяти років. Працює на державній службі.
Бронзовий призер чемпіонату Європи 2016 року.